# Katarzyna Woźniak
Katarzyna Bronisława Woźniak (Warschau, 5 oktober 1989) is een voormalig Poolse langebaanschaatsster. Ze nam deel aan de Olympische Winterspelen van 2010 in Vancouver. Ze werd 28e en daarmee laatste op de 3000 meter. Maar het hoogtepunt was de ploegenachtervolging, want daarop pakte ze samen met Katarzyna Bachleda-Curuś en Luiza Złotkowska de bronzen medaille. Dit was de derde Poolse schaatsmedaille op de Olympische Winterspelen. Deze derde medaille is pas vijftig jaar na de andere twee gehaald, nadat in 1960 in Squaw Valley Elwira Seroczynska zilver pakte op de 1500m meter voor vrouwen. Op datzelfde onderdeel pakte Helena Pilejczyk toen de bronzen plak.
Woźniak deed driemaal mee aan het Wereldkampioenschap Allround voor junioren, namelijk in 2007, 2008 en 2009. Op het Wereldkampioenschap junioren in 2009 in Zakopane, in haar thuisland, pakte ze zelfs de bronzen medaille achter twee Nederlanders, Roxanne van Hemert en Yvonne Nauta. Ook nam ze deel aan het Europees allroundkampioenschap van 2010 in Hamar, daarbij eindigde ze op de 15e plaats.

## Persoonlijke records
| Afstand    | Tijd    | Datum            | Baan           |
| ---------- | ------- | ---------------- | -------------- |
| 500 meter  | 40,16   | 22 maart 2009    | Calgary        |
| 1000 meter | 1.17,33 | 7 november 2015  | Calgary        |
| 1500 meter | 1.57,30 | 3 december 2017  | Calgary        |
| 3000 meter | 4.04,29 | 15 november 2013 | Salt Lake City |
| 5000 meter | 7.18,02 | 19 november 2017 | Stavanger      |

## Resultaten
| Jaar | EK allround             | WK allround             | WK afstanden                          | Olympische Spelen                          | Wereldbeker                           | WK junioren          |
| ---- | ----------------------- | ----------------------- | ------------------------------------- | ------------------------------------------ | ------------------------------------- | -------------------- |
| 2007 |                         |                         |                                       |                                            |                                       | 22e (23, 21, 30, 22) |
| 2008 |                         |                         |                                       |                                            | 7e (9, 6, 14, 9)                      |                      |
| 2009 |                         |                         |                                       |                                            | · (10, 5, 5, 4)                       |                      |
| 2010 | NC15 (13, 13, 12, -)    |                         |                                       | 28e 3000m · achtervolging                  | 48e 1500m 43e 3k/5k                   |                      |
| 2011 |                         |                         | 7e achtervolging                      |                                            |                                       |                      |
| 2012 | 11e (12, 11, 13, 11)    | NC21 (20, 21, 19, -)    | 18e 1500m · 23e 3000m · achtervolging | 39e 1500m 46e 3k/5k                        |                                       |                      |
| 2013 | NC18 (15, 19, 20, -)    | NC19 (19, 22, 19, -)    |                                       | 43e 1500m · 13e massastart · achtervolging |                                       |                      |
| 2014 |                         |                         |                                       | 15e 5000m · achtervolging                  | 48e 1500m · 30e 3k/5k · achtervolging |                      |
| 2015 | NC10 (13, 9, 10, -)     |                         | 20e 1500m 17e 3000m 6e achtervolging  |                                            | 48e 1000m 19e 1500m 21e 3k/5k         |                      |
| 2016 |                         |                         | 5e achtervolging                      | 39e 1500m 37e 3k/5k 24e massastart         |                                       |                      |
| 2017 | NC10 (14e, 11e, 10e, -) | NC18 (19e, 15e, 17e, -) | 17e 3000m 7e achtervolging            | 26e 1500m 31e 3k/5k                        |                                       |                      |
| 2018 |                         | NC20 (20e, 18e, 14e, -) |                                       |                                            | 46e 1500m 51e 3k/5k                   |                      |

- = geen deelname
NC# = niet gekwalificeerd voor de laatste afstand, maar wel als # geklasseerd in de eindrangschikking
(#, #, #, #) = afstandspositie op allroundtoernooi (500m, 3000m, 1500m, 5000m) of op juniorentoernooi (500m, 1500m, 1000m, 3000m).
- International Standard Name Identifier: 0000 0003 7084 6688
- Nationale Bibliotheek van Polen: a0000002501230
- Virtual International Authority File: 4365163513788611230004